# バルセロナ日本語補習授業校
バルセロナ日本語補習授業校（バルセロナにほんごほしゅうじゅぎょうこう、スペイン語: Hoshuko Barcelona Educación）は、スペイン・バルセロナにある、日本人の子弟に日本語教育を行う文部科学省認定補習校である。

## 概要
1970年代からバルセロナに進出する日本企業が徐々に増加し、また、国際結婚をした家庭の子供たちにも日本語教育のニーズがあって、1981年に開設された。1993年以降、バルセロナ日本人学校の校舎を借りて運営している。

## 年表
- 1981年 - 教師3名と在留子女32名で開校[1]。
- 1982年 - 中学部開設[1]。
- 1986年4月 - バルセロナ日本人学校が開校し、児童生徒の大半が移籍[1]。
- 1990年 - 国際結婚をして現地に生活している家庭の子供達への日本語教育を行っていたグループが加わる[1]。
- 1992年 - 日本政府へ正式に設立報告を行う[1]。
- 1993年 - 日本人学校の校舎を借りて、毎週土曜日に授業を行うようになった[1]。
- 1994年 - 日本政府から助成金を受けられることになった[1]。
- 1996年 - 1998年まで、児童生徒数が33名から39名で推移[1]。
- 1999年 - 児童生徒数23名に激減。幼児部を充実させて、減少から上昇傾向へ[1]。
- 2003年3月 - カタルーニャ州政府へ「協会法人」としての申請を行い正式に認可された[1]。
- 2005年 - 幼児部、小学部、中学部の総数は60名を越えた[1]。